# Цона Артиђанале (Горица)
Цона Артиђанале је насеље у Италији у округу Горица, региону Фурланија-Јулијска крајина.
Према процени из 2011. у насељу је живело 10 становника. Насеље се налази на надморској висини од 18 м.